# Conseil national suprême
Ne doit pas être confondu avec Conseil national suprême (1914-1917).

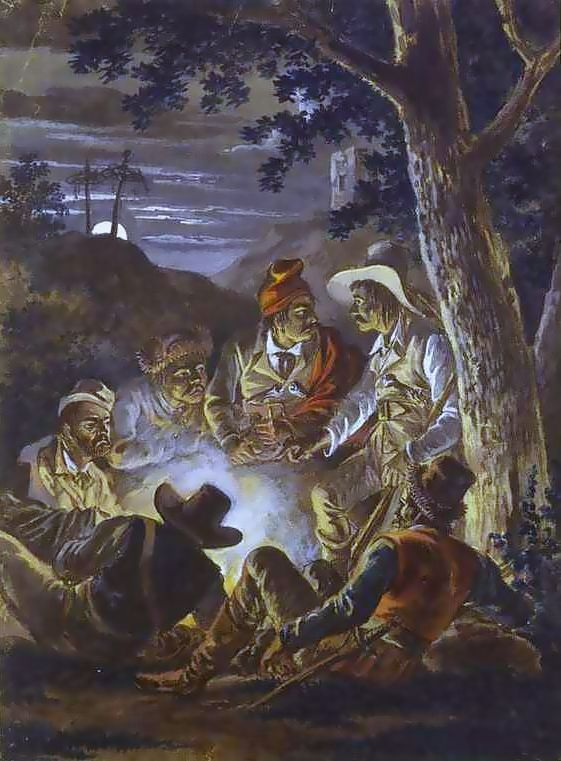
(Alexander Orlowski). Réunion du Conseil des Polonais insurgés, dans la forêt la nuit.

Le Conseil national suprême (en polonais : Rada Najwyższa Narodowa) est l'organisme gouvernemental central de l'insurrection polonaise de 1794, dirigée par le général Tadeusz Kosciuszko contre les armées russe et prussienne, à la suite du deuxième partage de la Pologne en janvier 1793. 

## Historique
Le Conseil national suprême, prévu dès la date de la proclamation de l'insurrection, le 24 mars à Cracovie, n'est pas mis en place immédiatement. Il va être précédé d'un organisme créé par les insurgés de Varsovie, après le soulèvement du 17 avril : le Conseil provisoire du duché de Masovie, présidé par Ignace Zakrzewski, aussi maire de Varsovie. 
Dès le 5 mai, le roi Stanislas II Auguste s'est joint à l'insurrection, en assurant au Conseil provisoire qu'il « ne s'écartera pas de la patrie ni de la nation ».
Le Conseil national suprême est mis en place par Kosciuszko le 10 mai, de son camp principal, situé près de Połaniec. Plusieurs de ses membres viennent du Conseil de Masovie, qui cesse de fonctionner à partir de cette date.

## Organisation du Conseil
Il comprend 8 conseillers et 32 suppléants/adjoints. Son autorité est collégiale.
Chacun des huit conseiller est à la tête d'un « département » (wydział), et les 32 adjoints sont répartis entre ces départements :
- Département des Communications[3] : Alojzy Sulistrowski (ponts et chaussées, service des postes)
- Département de la Sûreté : Tomasz Wawrzecki, suppléé par Michał Kochanowski
- Département de la Justice : Franciszek Myszkowski, suppléé par Józef Szymanowski
- Département du Trésor :  Hugo Kołłątaj (biens de l'État, monnaie, biens confisqués)
- Département de l'Approvisionnement[4] : Ignace Zakrzewski (production et distribution des denrées alimentaires)
- Département des Fournitures de guerre[5] : général de division Stanisław Wielowiejski, suppléé par Tadeusz Matuszewicz (arsenaux, équipement des troupes)
- Département des Affaires étrangères[6] : Ignacy Potocki
- Département de l'Instruction nationale : Jan Jaśkiewicz, suppléé par Franciszek Ksawery Dmochowski (écoles et propagande)

## Organes annexes
Le Conseil a un organe de presse officiel : Gazeta Rządowa (« Journal du gouvernement »).
Le 8 juin, le Conseil décide l'émission de billets du Trésor pour au plus 72 000 000 de zlotys et le 2 août est créée la Direction des billets du Trésor (Dyrekcja do Biletów Skarbowych), avec sept administrateurs, trois hommes de finances de Varsovie et quatre nobles (notamment Antoni Dzieduszycki, issu du Conseil provisoire de Mazovie). La première émission a lieu le 16 août. C'est la première émission de papier-monnaie en Pologne.

## Source documentaire
- Organizacja Rady Najwyższej Narodowej doczesnej dla Polski i Litwy (« Organisation du CNS de Pologne et de Lituanie » (texte original)